# Планине Српско-македонске масе
Планине Српско-македонске масе изграђене махом од старих палеозојских стена, највише шкриљаца, углавном убраних током бајкалског циклуса, део су копна Србије од границе Северне Македоније до Вршачких планина (које чине најсевернији изданак ове планинске масе). Она је најстарији део копна у Србији и чини централну зону брдовитих планина и долина, који је  раније називана Родопско копно или Родопи. Основу њиховог рељефа чине: планине, котлине, клисуре и речне долине.

## Положај
Планине Српско-македонске масе простиру се од границе са Северном Македонијом или од Руј планине на југу, долином Јужне и Велике Мораве, све до Дунава код Смедерева на северу. Њена западна граница има изразиту тенденцију западне вергенције и најахивања старих кристаластих маса преко мезозојских творевина Динарида (Динарских планина). Источна граница такође је обележена  тенденцијом најахивања претежно  кристаластих терена у правцу истока, дуж Карпато-балканида.
Планине које се налазе источно од Јужне и велике Мораве су: Дукат, Бесна кобила, Варденик, Чемерник, Руј, Селичевица, Буковик и Ресавски хумови, а западно су Кукавица, Видојевица, Јастребац, Јухор. Све планине су громадне по начину постанка.
У рељефу Српско-македонске масе истиче се композитна долина Јужне и Велике Мораве. Од југа се смењују: Врањска котлина, Грделичка клисура, Лесковачка котлина, Печењевачко сужење, Нишко-алексиначка котлина, Сталаћка клисура, Горњепоморавска котлина, Багрданска клисура, Доњепоморавска котлина.

## Географска прошлост
Планине Српско-македонске масе, које су настале пре 520 милиона година, налазе се између централног и источног разлома Балканског полуострва као Српско-македонска маса (Родопска маса), претежно састављена од палеозојских шкриљаца и магматских стена.  Настале су у периоду од миоцена до данас раседањем — вертикалним тектонским покретима, На месту спуштањем терена,  образована су удолине у које је потом продрла вода Панонског мора, претворивши је у велики залив у коме су се временом наталожиле дебеле наслаге језерских седимената.
Појас Српско-македонске масе данас чине, громадне планине, које су груписане у планинску масу. Настале су тектонским издизањем дуж раседних пукотина, а Котлине између њих настале спуштањем дуж раседа. У том процесу, након овакво настале структуре рељефа (коју називамо „Шаховска структура”), после повлачења Панонског језера, усечене су долине Велике и Јужне Мораве, са више котлина и клисура.
Ову масу чине два комплекса кристаластих шкриљаца - доњи, и горњи, Власински, који се данас често издваја као Рановачко — власински терен, који су на простору Србије тектонски комплекси. 
- Доњи комплекс  — се састоји од стена амфиболитске групе фација, са мигматизацијом и палеозојским плутонитима; местимице га покривају плитководна креда и еоценски кластити Пчиње.
- Власински комплекс садржи рифејско-камбријске зелене стене, затим слабо метаморфисане депонате ордовицијума до карбона. У њега су утиснути гранитоиди старости од палеозојске  до терцијарне. Под ову масу су са обе стране подвлачене творевине суседних терена.

## Планине источно од Јужне Мораве
Рујен
Рујан или Рујен је планина у југоисточном делу Србије и североисточном делу Северне Македоније, између Бујановца и Куманова, чији највиши врх, Рујан, износи 969 m. Oд планине Козјак је одваја долина реке Пчиње.
Дукат
Дукат је планина средње висине у југоисточној Србији, између изворишних кракова Драговиштице, која припада речном систему Струме у Бугарској. Има облик пљоснатог била на око 1.400 m надморске висине. Највиши врх је Црноок са 1.881 m. Састављена је од кристаластих шкриљаца прве групе и гранита. Било је голо и на њему се налазе куће села Дуката које лежи западније.
Варденик
Варденик је планина у југоисточној Србији, југозападно од Власинског језера. Највиши врх Велики Стрешер има 1.876 m, а Мали Стрешер 1.757 m. Састављена је махом од кристаласих шкриљаца, у облику плећатог била, без иједног оштрог врха, широка 50–500 m. Како је Варденик у целини застрт глиновитим покривачем, релативно богат водом и осунчан, то се листопадне шуме пењу до 1.600 m уз северне и до 1.700 m уз јужне стране.  
Чемерник
Чемерник је планина у југоисточној Србији, на десној страни Јужне Мораве, према Грделичкој клисури. Припада планинама средње висине. Највиши врх је Велики Чемерник 1.638 m. Има облик била које се пружа меридијански и на западној страни је дубоко засечено облуком Мутнице, која се у доњем току зове Џепска река.
Састављен је од кристаластих шкриљаца прве групе. Било је оголићено, а падине су делом под шумом. Поред Великог Чемерника, његови врхови су: Кула (1.622 m), Мали Чемерник (1.596 m), Острозуб (1.546 m) и Павлова грамада (1.469 m) и сви су заобљеног типа.
Грамада
Грамада се налази на крајњем југозападу слива Нишаве, у горњем току Јерме. Има лучни облик и пружа се од реке Власине при Власинском језеру на југозападу, до
исте реке нешто северније. Представља део горњег тј. Власинског комплекса Српско- македонске масе. Сливу Нишаве, односно реке Јерме припада само мањи део ове
планине и то југоисточне падине њеног најистакнутијег дела. Највиши врх Грамаде Вртоп (1721 m н.в) представља развође ка сливу реке Власине и највишу коту у сливу реке Јерме. Грамада је изграђена од албит-хлорит-мусковитских шкриљаца рифеј- камбријумске старости. Ове стене су на истоку навучене преко старијих палеозојских седимената, а на западу се граниче са доњим комплексом Српско-македонске масе.
Руј
Руј се налази између долине Звоначке реке на северу и Знепољске котлине на југу, и као Грамада представља пограничну планину. Основни правац пружања је
северозапад-југоисток. Највиши врх је Руј (1706 m н.в), а осим њега истичу се још, Војнова глава (1386 m н.в), Масина чука (1430 m н.в), Ветрен (1457 m н.в), Мали Руј (1376 m н.в) и др. Руј се одликује јако комплексном геолошку грађом. Северна страна највишег дела планине изграђена је од прекамбријумских габроамфиболита и амфиболских гнајсева. Јављају се још палеозојски плагиогранити и плагиогнајсеви, као и палеогени амфибол-биотитски дацити. Флиш такође заузима велико пространство. Са бугарске стране границе преовлађују прекамбријско-камбријски дијабази, палеозојски гранити и гранодирити, уз младе палеогене изливе дацита и риодацита.
Бесна Кобила
Бесна Кобила је планина у југоисточној Србији, на развођу слива Јужне Мораве и слива Струме. Највиши врх јој је 1.922 m. а остали високи врхови су Шупљи пад (1.862), Мусул (1.777), Мечит (1.587), Бела Вода и Модрика. Гребеном ове планине простирала се српско-бугарска граница у периоду између 1878. и 1919. године.
Селичевица
Селичевица се налази јужно од Ниша. Припада доњем комплексу Српско- македонске масе. Одликује се благим лучним обликом, са правцем пружања запад — југозапад – исток — североисток. Простире се од Курвин града изнад корита Јужне Мораве до Кутинске реке код Лазаревог Села. Нешто мање од половине површине
планине припада сливу Нишаве, односно Габровачке и Кутинске реке. Највиши врхови су Велика и Мала Тумба (903 и 871 m) и налазе се у сливу Нишаве.
Селичевица је изграђена највећим делом од албит — хлорит — серицитских шкриљаца уз местимичну појаву кварцита. С обзиром на то да јој је северни обод обележен
разломном зоном, а да се на југу налази Барбешка депресија, Селичевица би могла да се третира као попречни полухорст. Планина је убрана у облике који изразито тону ка југу — југоистоку

## Планине западно од Јужне Мораве
Јастребац
Јастребац (1492m) се састоји од Великог и Малог Јастрепца. Ова родопска планина пружа се упореднички око 45 km. Јастребачки хорст је изграђен од шкриљаца. Око њега су спуштене Топличка, Нишко Алексиначка и Крушевачка котлина. Кроз шкриљце Јастрепца пробиле су се андезитско дацитске жице. 
Пасјача
Пасјача је планина у југоисточном делу Србије у близини Прокупља. Највиши врх је Орлов камен висок 971 метар. Планина је прекривена шумом и пашњацима. Богата је и рудама фелдспата, берила и графита
Соколовица
Соколовица је планина у близини Прокупља, која заједно са планинама Пасјачом, Видојевицом и Ргајском планином окружује планину Радан која се налази на југу Србије. Највиши врх на Соколовици налази се на 1.260 метара.
Видојевица
Видојевица је планина у југоисточном делу Србије у близини Прокупља. Највиши врх је Бандера 1.155 метара. Од Пасјаче је одваја превој Бели камен. Планина је прекривена шумом и пашњацима.
Кукавица
Планина Кукавица се простире на југоистоку Србије на левој обали Јужне Мораве, у Пчињском и Јабланичком округу. Према западу је ограничена реком Ветерницом.  
Радан
Радан планина се налази на месту где се Динариди сучељавају са Родопима. Највиши врх је Шопот на 1409 m н.в. На нешто нижем, Петровом врху (Велики Петровац) око 1150 - мнв, налази се на заравни врха, црква Светог Петра.] Смештена је југозападно од Прокупља односно западно од Лебана и Медвеђе
Мајдан
Бабичка Гора
Бабичка Гора  представља наставак доњег комплекса Српско-македонске масе ка југу. Планина има основни правац пружања северозапад-југоисток и простире се од
Змијарника (358 m н.в) изнад села Заплањска Топоница, до Комарице (748 m н.в) одакле се надовезује на такође кристаласти комплекс Крушевице. Сливу Нишаве
(левим притокама Кутинске реке) припада мањи, североисточни део планине, а вододелница се поклапа са њеним главним билом. Највиши врхови Бабичке горе Крива
бука (1059 m н.в) и Терзина гарина (1020 m н.в) налазе се на развођу ка сливу Јужне Мораве. Највиши врхови су изграђени од албит-хлорит-мусловитских шкриљаца, али је већи део планине у сливу Кутинске реке од мусковит-албит-хлорит-кварцних шкриљаца. У тектонском погледу Бабичка гора представља део Крушевичко-бабичке
антиклинале чије западно крило тоне под терцијарне седименте Лесковачког поља, а границу две планине чини Јарсеновски расед правца пружања исток-североисток –
запад — југозапад   
Ресавски хумови
Ресавски хумови су брда која се налази у источној Србији, са леве стране Ресаве, између села Црквенац, Дубље, Гложане, Грабовац и Бресје, у општини Свилајнац. Највиши врх је Врлански хум, висок 390 метара.       
Јухор
Планина Јухор  се налази између Велике Мораве на истоку и Левча на западу, Темнића на југу и Белице на северу. Пружа се у правцу север — југ. Врх Јухора  (773 m) зове се Велики Ветрен.
- Планине западно од Јужне Мораве
- Јастребац
- Пасјача
- Кукавица
- Радан планина
- Бабичка гора
- Врх Јухора

## Реке
Јужна Морава
У притоке Јужне Мораве спадају:
- Нишава,
- Власина,
- Сокобањска река,
- Моравица,
- Врла,
- Топлица,
- Пуста река,
- Јабланица,
- Ветерница

- Притоке Јужне Мораве
- Нишава
- Vlasina
- Moravica
- Река Врла у Сурдулици
- Топлица
- Јабланица

## Котлине источно од Јужне Мораве
Прокупачка котлина
Куршумлијска котлина

## Котлине кроз које тече Јужне Мораве
Јужне Мораве тече кроз следеће котлине: Врањску, Лесковачку, Нишку, Алексиначку
- Котлине кроз које тече Јужне Мораве
- Врањска котлина
- Лесковачка котлина
- Алексиначка котлина
- Нишка котлина

## Бање
На планинама Српско-македонске масе откривени су термоминерални извори следећих бања:Врањске, Сијаринске, Бујановачке,Пролом, Куршумлијске и Рибарске
- Бање Српско-македонске масе
- Некадашњи изглед купатила Врањске Бање с почетка 20. века
- Рибарска Бања
- Сијаринска Бања
- Бујановачка бања
- Пролом бања

## Клисуре
Грделичка клисура
Грделичка клисура је прво сужење у композитној долини Јужне Мораве у југоисточној Србији. Име носи по вароши Грделица на улазу у клисуру. Дуга је 34 km, а дубока 550 метара, усечена у гнајсу. Спаја Врањску и Лесковачку котлину. У клисури су смештене варошице Владичин Хан, Предејане и Грделица.
Печењевачко сужење
Печењевачко сужење је клисура у композитној долини Јужне Мораве у југоисточној Србији која повезује Лесковачку котлину на југу и малу Брестовачку котлину на северу. Обод јој је усечен у старијим стенама, а дно је прекривеном неогеним седиментима. Дугачка је око 10 километара и име је добила по месту Печењевце.
Мезграјско сужење
Мезграјско сужење је мала клисура у склопу композитне долине Јужне Мораве, у југоисточној Србији. Повезује Нишку котлину на југу са Алексиначком котлином на северу. Усечена је у старијим палеозојским стенама, док јој је дно прекривено неогеним седиментима. Дугачка је само неколико километара и име је добила по сеоском насељу Мезграја, које се налази у оквиру града Ниша, тачније општине Црвени Крст.
Сталаћка клисура
Сталаћка клисура је последње сужење у композитној долини Јужне Мораве, одакле према северу почиње Великоморавска удолина. Повезује Алексиначку котлину на југу и Параћинско-светозаревачку котлину Велике Мораве на северу. Усечена је шкриљце Сталаћких брда на дужини од 24 километра и дубини од око 350 метара. Специфичност ове клисуре је изразита домна епигенија. Име је добила по месту Сталаћ. У Сталаћкој клисури се сустичу Западна и Јужна Морава на 144 метра надморске висине и формирају Велику Мораву.